# Jens Christian Grøndahl

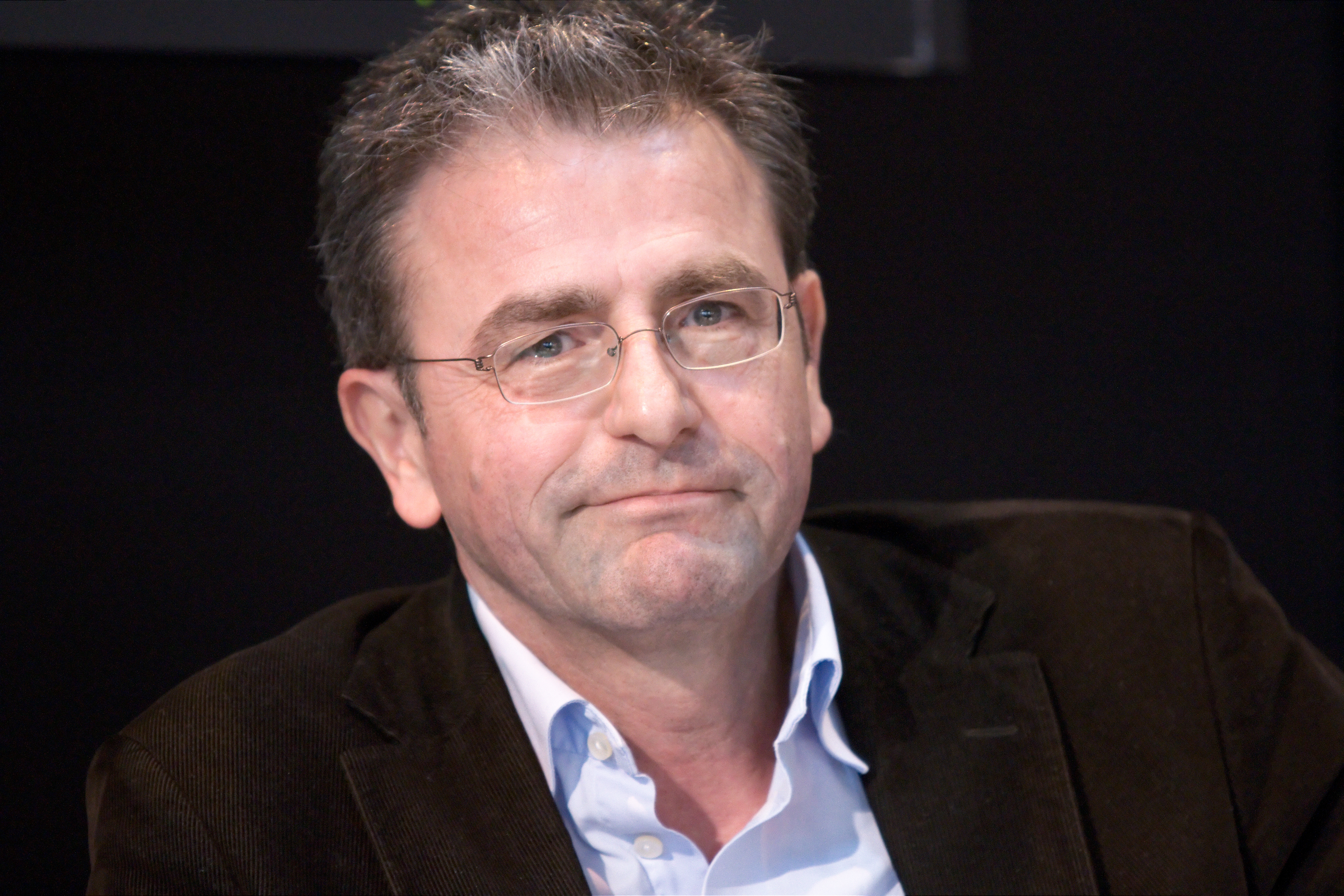
Jens Christian Grøndahl (2010)

Jens Christian Grøndahl (* 9. November 1959 in Lyngby) ist ein dänischer Schriftsteller.

## Leben
Nach dem Abitur am N. Zahles Gymnasium studierte Grøndahl von 1977 bis 1979 Philosophie an der Universität Kopenhagen. Im Anschluss absolvierte er zum gleichen Zeitpunkt wie Lars von Trier eine Ausbildung zum Filmregisseur an Den Danske Filmskole. Seit Beendigung des Studiums im Jahr 1983 ist er vor allem als Schriftsteller tätig.
Sein literarisches Debüt gab er nach einem Aufenthalt in Oberitalien 1985 mit Kvinden i midten. Grøndahl, der zwischen 1990 und 1991 auch Vizepräsident des P.E.N. Dänemarks war, verfasste in der Folgezeit Romane wie Indian Summer (1994), der mit dem Herman Bangs Mindelegat der Dänischen Schriftstellervereinigung (1995) ausgezeichnet wurde. In seinen Essaysammlungen Ved flodens munding (1995) und Night mail (1998) reflektierte er nicht nur über seine Arbeit als Schriftsteller, sondern befasste sich auch mit politischen und kulturellen Fragen. Daneben war er dem Aarhus Teater zwischen 1997 und 1999 als Dramatiker fest verbunden und verfasste in dieser Zeit die beiden Theaterstücke Hvor var vi lykkelige (1998) und De sorte skove (1999).
Jens Christian Grøndahl ist in zweiter Ehe verheiratet.

## Bibliografie
- Kvinden i midten (Roman) 1985
- Syd for floden (Roman) 1986
- Rejsens bevægelser (Roman) 1988
- Det indre blik (Roman) 1990
- Skyggen i dit sted (Roman) 1991
- Sekundernes ensomhed (Essay) 1991
- Dagene skilles (Roman) 1992
- Stilheden i glas (Roman)  1993
- Indian Summer (Roman) 1994
- Ved flodens munding (Essays) 1995
- Tavshed i oktober (Roman) 1996
- Lucca (Roman) 1998
- Night Mail (Essays) 1998
- Hjertelyd (Roman) 1999
- Hvor var vi lykkelige & De sorte skov. To skuesspil (Dramen) 2000
- Virginia (Erzählung) 2000
- Et andet lys (Roman)  2002
- Piazza Bucarest (Roman) 2004
- Sihaya ti amo. Et essay om Seppo Mattinen og hans Rom (Essay) 2005
- Røde hænder (Roman) 2006
- Tre skridt tilbage (Essays) 2007
- Fire dage i marts (Roman) 2008
- Det gør du ikke (Roman) 2010
- Om en time springer træerne ud. Erindringer (Erinnerungen) 2010
- Før vi siger farvel (Roman) 2012
- Den sibriske måne (Essays) 2013
- Med bedstemor i tidens labyrint (Kinderbuch) 2013
- unter Pseudonym Christian Tornbakke: Det godes pris 2013
- Jernporten (Roman) 2014
- Hjemme i Europa (Autobiografischer Essay) 2015

in deutscher Sprache
- Indian Summer. Übersetzung von Paul Zirk. Peperkorn, Göttingen 1996, ISBN 3-929181-07-X
- Schweigen im Oktober (Tavshed i oktober). Übersetzung von Peter Urban-Halle. Zsolnay, Wien 1999, ISBN 3-552-04940-1
- Lucca. Übersetzung von Peter Urban-Halle. Zsolnay, Wien 2002, ISBN 3-552-05200-3
- Tage im März (Fire dage i marts). Übersetzung von Peter Urban-Halle. Kiepenheuer & Witsch, Köln 2011, ISBN 978-3-462-04328-0

## Auszeichnungen
- 1990 dreijähriges Stipendium des dänischen staatlichen Kunstfonds
- 1995 Herman Bangs Mindelegat der dänischen Schriftstellervereinigung für Indian Summer
- 1998 De Gyldne Laurbær des dänischen Buchhandels für Lucca
- 2002 Literaturpreis Drachmannlegatet
- 2003 Danske-Bank-Literaturpreis für Et andet lys
- 2007 Søren-Gyldendal-Preis